# Katherine Moennig
Katherine Sian Moennig (Filadelfia, 29 de diciembre de 1977) es una actriz estadounidense saltó a la fama por su papel de Shane en la serie The L Word.

## Vida personal
Moennig es hija de la exbailarina de Broadway, Mary Zahn, y de William H. Moennig III, un fabricante de violines. Tiene un medio hermano y una media hermana producto del primer matrimonio de su padre; también es sobrina de la actriz Blythe Danner (que es medio hermana de su padre), relación que la hace prima de la actriz Gwyneth Paltrow y del escritor Jake Paltrow. 
Moennig es de ascendencia alemana, escocesa e irlandesa. 
Se ha hablado mucho de sus preferencias sexuales, tanto porque se ha visto encasillada en numerosos papeles lésbicos como por sus relaciones con lesbianas como la fotógrafa Lyndsey Byrnes, la cantante y directora Francesca Gregorini y la cantante de música pop Holly Miranda. También se ha aludido a una relación muy significativa entre los catorce y los veinte años (como dirían muchos, su primer amor) con una mujer llamada Shirley.
Moennig es extremadamente reservada sobre su vida privada y se niega a hacer ninguna clase de comentarios sobre su orientación sexual, ya que como ella misma ha declarado siempre: «No discutiré nada acerca de eso, mi vida privada es mi vida privada y debe mantenerse así, privada». También se define como una persona muy tímida.

## Carrera
Katherine apareció por primera vez en el teatro Workshop para niños en la producción de la obra Winnie the Pooh a los diez años. Al cumplir los 18 años se mudó a Nueva York, para estudiar interpretación, estudios que pagó trabajando como modelo.
Ha actuado en series de televisión como Young Americans (Jóvenes rebeldes), donde interpretaba a Jake (Jaqueline) Pratt, una chica que se hace pasar por un chico para poder entrar en un instituto. Participó también en algunos episodios de la serie Law & Order, también en diversos papeles puntuales en series como CSI o Dexter. Su interpretación más conocida es la de Shane McCutcheon en la serie The L Word entre 2004 y 2009. 
Posteriormente participó en la serie Three Rivers, dónde interpretaba a una cirujana que intentaba estar a la altura de su padre fallecido. La serie fue cancelada tras la primera temporada. Desde entonces ha aparecido en papeles secundarios en las películas Todos están bien y El inocente, estrenada en 2011.
Además del cine y de la televisión, también ha trabajado en obras de teatro como Love letters (Cartas de amor), As you like it con su prima Gwyneth Paltrow, Comedy of Art, The Theory of Total Blame y Morning in the City.
Audicionó en el casting de la película Boys Don't Cry (Los chicos no lloran) para el papel protagonista, "Brandon Teena": este acabó en manos de la actriz Hilary Swank, quien ganó un premio Oscar por dicho personaje.
En 2012 Moennig se unió a la serie Ray Donovan (de la cadena que la hizo famosa, Showtime en el papel de Lena, asistente del protagonista.

## Trayectoria

### Cine
| Año  | Título                  | Papel                    |
| ---- | ----------------------- | ------------------------ |
| 2000 | The Ice People          | Wanja Kasczinksy         |
| 2001 | The Shipping News       | Grace Moosup             |
| 2001 | Love the Hard Way       | Debbie                   |
| 2001 | Slo-Mo                  | Raven                    |
| 2004 | Invitation to a Suicide | Eva                      |
| 2006 | Art School Confidential | Candace                  |
| 2009 | Everybody's Fine        | Jilly                    |
| 2011 | The Lincoln Lawyer      | Gloria                   |
| 2011 | Default                 | Juliana                  |
| 2012 | Gone                    | Detective Erica Lonsdale |
| 2014 | My Dear Boyfriend       | Zoe                      |
| 2017 | Lane 1974               | Hallelujah               |
| 2022 | Ray Donovan, the movie  | Lena                     |

### Televisión
| Año         | Título                            | Papel                   | Notas                                |
| ----------- | --------------------------------- | ----------------------- | ------------------------------------ |
| 2000        | Young Americans                   | Jacqueline "Jake" Pratt | 8 episodios                          |
| 2001        | Law & Order                       | Melissa Cobin           | 1 episodio: "For Love or Money"      |
| 2003        | Law & Order: Special Victims Unit | Cheryl Avery            | "Fallacy" (Temporada 4, episodio 21) |
| 2004 - 2009 | The L Word                        | Shane McCutcheon        | 70 episodios                         |
| 2008        | CSI: Miami                        | Mary Landis             | 1 episodio: "Rock and a Hard Place"  |
| 2009        | Three Rivers                      | Dra. Miranda Foster     | 10 episodios                         |
| 2010        | Dexter                            | Michael Angelo          | Temporada 5, episodio "First Blood"  |
| 2013 - 2020 | Ray Donovan                       | Lena Burnham            | 49 episodios                         |
| 2019        | Grownish                          | Profesora Paige Hewson  | 3 episodios (personaje recurrente)   |
| 2019-2020   | The L Word: Generation Q          | Shane McCutcheon        | 8 episodios                          |

### Teatro
| Año  | Título                    | Papel                |
| ---- | ------------------------- | -------------------- |
| 2006 | Guardians                 | Chica estadounidense |
| -    | As You Like It            | Pastora              |
| -    | The Theory of Total Blame | Cheryl Avery         |
| -    | Comedy of Art             | Isabella             |
| -    | Morning in the City Nolan | Karen                |
| -    | Love Letters              | Dra. Melissa         |
| -    | The Shadow Box            | Felicity             |
| -    | The Murder of Lidice      | Byeta                |
| -    | Two Gentlemen of Verona   | Lucetta              |
| -    | A Late Show               | Pat                  |
| -    | Burn This                 | Anna                 |
| -    | Alone at the Beach        | Chris                |
| -    | Lovers                    | Maggie               |
| -    | Anna K                    | Anna                 |